# Oliver Herkelmann
Oliver Herkelmann (Hagen, 21 agosto 1968) è un ex cestista tedesco.

## Carriera
Con la Germania Ovest ha disputato i Campionati mondiali del 1994.